# إدارة الطيران الفيدرالية

شعار إدارة الطيران الفيدرالية

إدارة الطيران الفدرالية (بالإنجليزية: Federal Aviation Administration)‏ هي إدارة تابعة لوزارة النقل في الولايات المتحدة الأمريكية والمسؤولة عن التنظيم والإشراف على جميع جوانب الطيران المدني في الولايات المتحدة وكذلك الترخيص لشركات الطيران التجاري. تم تكوينها سنة 1958 تحت مسمى «الوكالة الاتحادية للطيران» "Federal Aviation Agency"، واعتمد اسمها الحالي في عام 1967 عندما أصبحت جزءا من وزارة النقل الأمريكية.
تشكل الإدارة مع المنظمة الأوروبية لسلامة الملاحة الجوية (يوروكونترول) أحد أهم الوكالات التي تقدم شهادات عمل للطائرات الجديدة، للمعدات ولتدريب طياري الخطوط التجارية.
في مجال المراقبة الجوية، تقدم القوانين والاتفاقات التي تضمن وجود كل من الطيران العسكري والمدني معًا. وتقوم بإحصاءات دورية لسلامة المطارات، الطائرات ومناطق الاستغلال، والكوارث الجوية.

## المهام والمسؤوليات
1. تنظيم النقل الجوي.
2. تنظيم مرافق الملاحة الجوية وهندسة الطيران ومعايير التفتيش.
3. تطوير الطيران المدني، بما في ذلك تكنولوجيا الطيران الحديثة.
4. إصدار أو تعليق أو إلغاء رخص الطيارين.
5. تنظيم الطيران المدني للتعزيز السلامة، ووضع معايير الطيران المحلية.
6. تطوير وتشغيل نظام لمراقبة حركة الطيران والملاحة لكل من الطائرات المدنية والعسكرية.
7. إجراء الأبحاث وخطط التطوير في المجال الجوي الوطني ونظام الطيران المدني.
8. تطوير وتنفيذ برامج للسيطرة على الآثار البيئية الناتجة عن الطيران المدني كضجيج الطائرات مثلاً.

## الأنشطة
- في ديسمبر عام 2000، تم إنشاء منظمة الحركة الجوية Air Traffic Organization وهي تابعة لوكالة الطيران الفدرالية بموجب أمر رئاسي. وأصبحت بذلك مزوداً لخدمات الملاحة الجوية للمجال الجوي الأمريكي في نيويورك (للمحيط الأطلسي) واوكلاند (للمحيط الهادئ). وهي عضو في منظمة الطيران المدني لخدمات الملاحة.
- تمنح الوكالة عدد من الجوائز لأصحاب الرخص التي لديها. وذلك في مجال الميكانيكا والتدريب والطيارين الذين أمضو 50 سنة في الطيران وكذلك الأمن والسلامة في الطيران، إضافة إلى «برنامج الاجنحة» وهو عبارة عن سلسلة من عشر شارات على شكل أجنحة تمنح للطيارين الذين خضعوا لعدة ساعات من التدريب بعد أخر جائزة حصلوا عليها.
- في 18 مارس 2008م أمرت الوكالة مفتشيها التأكيد على شركات الطيران بضرورة الالتزام بقوانين الطيران الاتحادية، وذلك بعد أن اكتشفت الوكالة أن خطوط الطيران Southwest Airlines قامت بتشغيل عشرات الطائرات بدون إجراء عمليات الفحص الإلزامية، وتقوم الوكالة بإجراء عمليات تفتيش فجائية على المطارات سنوياً.

## النشأة والتطور
- في 20 مايو 1926م تم إنشاء نظام التجارة الجوية، وهو حجر الزاوية في بداية تنظيم الحكومة الفدرالية للطيران المدني. وقد تمت الموافقة عليه بناءً على ماتقتضيه صناعة الطيران التي تتطور يومياً في ذلك الوقت حيث تتطلب وجود قوانين وأنظمة حكومية للمحافظة على معايير الجودة والسلامة الجوية، وقد تم تكليف وزير التجارة بإصدار وتنفيذ قوانين كل من: الحركة الجوية، الترخيص للطيارين والطائرات، إنشاء شركات خطوط الطيران وكذلك تشغيل وصيانة معدات الملاحة الجوية، وتم إنشاء فرع جديد للطيران بوزارة التجارة Aeronautics Branch ويعمل تحت إشراف وزارة التجارة وتتولى كذلك المسؤولية الرئيسية عن مراقبة الطيران.
- في الوفاء بمسؤولياتها تجاه الطيران المدني، قامت وزارة التجارة في البداية بتركيز على المهام الاساسية مثل أنظمة السلامة والترخيص للطيارين وكذلك الطائرات. كذلك قامت بتطوير الملاحة الجوية والاتصالات اللاسلكية وأبراج المراقبة كوسائل مساعدة في الملاحة والمراقبة الجوية.
- في عام 1934م تم تغيير مسمى فرع الطيران في وزارة التجارة الأمريكية Aeronautics Branch إلى مكتب الطيران التجاري the Bureau of Air Commerce وذلك لمواكبة التطور المتزايد في التجارة الجوية، وقد قام المكتب بتشجيع شركات الطيران على إنشاء 3 مراكز رئيسية للتحكم بالحركة الجوية Air Traffic Control أو الـ ATC، وفي عام 1936 أستلم المكتب تلك المراكز وبدأ بالتوسع في نظام مراقبة الحركة الجوية واستخدام الخرائط والحسابات الرياضية لضمان الفصل الآمن بين الطائرات على طول الطرق الجوية المحددة بين المدن.
- في عام 1938 تم نقل مسؤوليات الطيران المدني من وزارة التجارة إلى وكالة مستقلة جديدة وهي هيئة الطيران المدني the Civil Aeronautics Authority، إضافة إلى منح المزيد من الصلاحيات فيما يخص تنظيم أسعار تذاكر السفر الجوي وتحديد المسارات التي تخدم شركات النقل الجوي.
- في عام 1940 أمر الرئيس الأمريكي فرانكلين روزفلت بتقسيم الهيئة إلى إدارة ومجلس وهما إدارة الملاحة الجوية the Civil Aeronautics Administration أو الـ CAA وكذلك مجلس الطيران المدني the Civil Aeronautics Board أو الـ CAB، بحيث تكون الأولى تابعة لوزارة التجارة ومسؤولة عن الملاحة الجوية، الترخيص للطيارين والطائرات، المحافطة على السلامة الجوية وتطوير المسارات الجوية، وتكون الثانية مجلس مستقل ومسؤول عن نظم السلامة، والتحقيق في الكوارث الجوية والتنظيم الاقتصادي لشركات الطيران.
- عشية دخول أميركا في الحرب العالمية الثانية، بدأ الـCAA بتوسيع مسؤولياته لمراقبة الحركة الجوية في عمليات الإقلاع والهبوط بالمطارات. وقد أصبح هذا الإجراء إلزامي ودائم بعد الحرب، وفي الوقت نفسه في عام 1946 أعطى الكونغرس الـCAA مهام جديدة لإدارة وتطوير المطارات، وكذلك الدعم المالي الذي يهدف إلى تعزيز وتنمية المطارات المدنية في البلاد.
- مع اقتراب عصر الطائرات النفاثة، وبسبب وقوع سلسلة من الاصطدامات الجو (وكان أبرزها تصادم طائرتين في Grand Canyon عام 1956م)، تمت المطالبة بوضع قانون الطيران الإتحادي وذلك عام 1958م حيث تم نقل مسؤوليات إدارة الملاحة الجوية CAA ومجلس الطيران المدني CAB إلى وكالة إتحادية مستقلة وهي ووكالة الطيران الاتحادية the Federal Aviation Agency أو الـ FAA، إضافة إلى إعطاءه المسؤولية الكاملة عن نظام الملاحة الجوية المدنية والعسكرية، وبرئاسة ألود كيسادا Elwood R. Quesada وهو جنرال سابق في القوات الجوية ومستشار للرئيس ايزنهاور.
- في نفس العام تم إنشاء الإدارة الوطنية للملاحة الفضائية والفضاء (ناسا)، التي أنشئت في أعقاب إطلاق السوفييت لأول قمر صناعي. وتتولى ناسا مسؤوليات تطوير أبحاث الطيران والفضاء لتحقيق الريادة العالمية في مجال تكنولوجيا الفضاء والاستكشاف.
- في عام 1967، وبعد إنشاء وزارة النقل والمسؤولة عن النقل الجوي والبري والبحري. تم تغيير مسمى وكالة الطيران الاتحادية إلى إدارة الطيران الاتحادية the Federal Aviation Administration لتصبح واحدة من ضمن الإدارات التابعة لوزارة النقل وليست مباشرةً إلى الرئيس كما كانت سابقاً.
- في نفس العام تم نقل مسؤوليات التحقيق الخاصة بمجلس الطيران المدني CAB إلى وكالة فيدرالية جديدة وهي المجلس الوطني لسلامة النقل وتكون مسؤولة عن التحقيق وتحديد أسباب حوادث وسائل النقل المختلفة، وتقديم التوصيات إلى وزير النقل، أما المهام الأخرى للـ CAB فقد تم دمجها في وزارة النقل فيما يخص الاسعار وتنظيم خطوط الطيران التجاري.
- منحت للوكالة العديد من الصلاحيات والمهام بشكل تدريجي خصوصاً بعد حوادث الاختظاف التي بدأت منذ الستينيات والتي أجبرتها على الدخول في مجال أمن الطيران المدني وكانت النتيجة هي تأسيس وزارة الأمن الوطني Department of Homeland Security وذلك بعد هجمات الحادي عشر من سبتمبر 2001م.
- في عام 1968 أصبحت الوكالة معنية أيضاً بموضوع التأثيرات البيئية للطيران وخصوصاً ضجيج الطائرات ووضع القوانين التي تحد من ذلك.
- بحلول منتصف السبعينيات، وباستخدام تكنولوجيا الكمبيوتر ونظام المراقبة بالرادار أصبحت الحركة الجوية شبه الآلية وذلك لمواكبة نمو الحركة الجوية، ومع ذلك، لا سيما بعد إلغاء الضوابط التنظيمية لقانون الطيران في عام1978 الخاص بالتنظيم المالي لشركات الطيران. حدث إضراب عام من قبل اتحاد المراقبيين الجويين في عام 1981 حيث تم إجبار الوكالة على إعادة الضوابط مؤقتاً ولكنها فشلت في إغلاق المجال الجوي، في السنة التالية كشفت الوكالة عن خطة جديدة لجعل جميع مراكز المراقبة الجوية تعمل بشكل آلي، إلا أن التطورات اللاحقة كانت مخيبة للآمال، وفي عام 1994 تحولت الوكالة إلى نهج جديد يقتضي تطوير مرافقها بشكل تدريجي خطوة بخطوة
- في عام 1979 حصلت الوكالة على تفويض من الكونغرس للعمل مع المطارات التجارية الكبرى لتحديد معالم التلوث الضوضائي والتحقيق في جدوى تخفيف الضجيج من قبل البرامج التحديثية للإسكان. وقد تم تنفيذ هذه المواثيق في الثمانينات.
- في التسعينيات بدأت الوكالة بالتركيز على تكنولوجيا الاقمار الصناعية باعتبارها وسيلة متقدمة لتطوير وسائل الاتصالات والملاحة الجوية وإدارة المجال الجوي.